# Julio Somoano
Julio Somoano Rodríguez (Oviedo, Asturias, 24 de noviembre de 1976) es un periodista, presentador, escritor y profesor español.

## Trayectoria
Es doctor en Ciencias de la Información por la Facultad de Ciencias de la Información de la Universidad Complutense de Madrid, licenciado en Periodismo por la Facultad de Comunicación de la Universidad de Navarra, licenciado en Filología por la Universidad de Oviedo, diplomado en Estudios Ingleses por la Universidad de Portsmouth y máster en Radio por la Universidad Complutense de Madrid y en Gestión de la comunicación política y electoral por la Universidad Autónoma de Barcelona. 
Empezó su carrera en Radio Nacional de España, donde editó desde septiembre de 2001 a agosto de 2005, el informativo más escuchado de la cadena, España a las 6, 7 y 8 y la franja matinal de Radio 5. Posteriormente fue fichado por Telemadrid, donde dirigió y presentó el informativo de las 20h30 entre 2005 y 2010. De 2010 a 2012 pasó a desempeñar las mismas funciones en el informativo matinal. 
En junio de 2012, es nombrado por Leopoldo González-Echenique, director de los Servicios informativos de TVE, sustituyendo a Fran Llorente. Bajo su dirección los Telediarios mantuvieron el liderazgo, se creó la primera televisión multipantalla de España, "+24" y un segundo informativo territorial en La 1, a las cuatro de la tarde. En esta etapa, los informativos cubrieron la renuncia del papa Benedicto XVI y la elección de Francisco, la muerte de Adolfo Suárez, la abdicación de Juan Carlos I y la proclamación de Felipe VI.
Desde noviembre de 2013 a diciembre de 2014 dirigió y presentó La noche de..., un programa de especiales informativos sobre personajes históricos o acontecimientos relevantes que se emitía sin periodicidad fija (aproximadamente una vez cada mes) y fue galardonado, por el documental sobre Dalí con guion de Carlos del Amor, con tres premios internacionales: el de Mejor Programa Especial en los AIB Awards (británicos), el premio Prix Italia al mejor Documental de Arte y el Delfín de Oro en Cannes. También trabajó como director y guionista en documentales sobre el primer presidente de la democracia y el rey Juan Carlos: "Adolfo Suárez. Mi historia"  y "Juan Carlos I. Mi historia"  
Desde septiembre de 2014 a julio de 2018 dirige y presenta el programa de análisis político El debate de La 1. Desde septiembre de 2018, dirige y presenta el programa Conversatorios en Casa de América en el Canal 24 horas.
Compagina su labor periodística con la de profesor en universidades y escuelas de negocios desde 2009, donde imparte o ha impartido clases sobre comunicación política, habilidades comunicativas, presentación y edición de informativos en grados, másteres y programas de: IESE Business School, ESADE, Escuela Diplomática (Ministerio de Asuntos Exteriores, Unión Europea y Cooperación), Instituto RTVE, Universidad de Alcalá, ICADE, Universidad Rey Juan Carlos, Universidad Francisco de Vitoria, Universidad Camilo José Cela, Universidad Complutense de Madrid (Centro Universitario Villanueva) y en el Instituto Europeo di Design. También es profesor de Comunicación 360 para líderes en el Cifal Málaga- UNITAR desde 2020. Ha escrito para El Mundo, Tiempo de Hoy, Metro International, La Gaceta de la Iberosfera y Diario de Navarra y ha publicado cinco libros.

### Polémica
Diversos medios de comunicación de izquierdas informaron de que, siete años antes, había escrito un trabajo fin de máster de Comunicación Política y Electoral titulado Estrategia de comunicación para el triunfo del Partido Popular en las próximas elecciones generales A lo largo de su etapa como director recibió críticas de esos medios progresistas por su supuesta afinidad al PP y críticas de un sector del PP por su supuesta afinidad a planteamientos progresistas. Fue cesado con los votos de los consejeros propuestos por el PP en el Consejo de Administración.

## Premios y nominaciones
2004
Premio Ondas
Colectivo para Radio 5
2007
Asociación de Telespectadores y Radioyentes
Premio colectivo a los mejores informativos, para Telemadrid
2013
Federación de Asociaciones de Radio y Televisión
Antena de Oro a la trayectoria en televisión
2014
Premio Francisco Cossío de televisión
Por el documental “Adolfo Suárez. Mi historia”
Prix Italia
Al mejor documental de arte por “La noche de Dalí”
AIB Awards británicos
Mejor programa especial por “La noche de Dalí”
Festival de Cannes
Delfín de Oro, por el documental “La noche de Dalí”
2016
The Washington Academy of Political Arts and Sciences 
Napolitan Victory Awards 2017 al Libro político del año por ”Los debates electorales”

## Publicaciones
- La vida es pacto. El arte de negociar en tu día a día y salir airoso (Espasa, 2018). Finalista del Premio Espasa de Ensayo 2017.
- Rubalcaba, el monje del poder (La Esfera de los Libros, 2011) (una biografía no autorizada del líder socialista Alfredo Pérez Rubalcaba).
- Deslenguados (Temas de Hoy, septiembre de 2011).
- ¿Qué ha pasado con la Constitución? Hablan los padres de la carta magna (Maeva, noviembre de 2003).
- Dándole a la lengua, junto a David Álvarez (Maeva, septiembre de 2003).

También ha escrito tres capítulos de libros especializados:
- La misión de servicio público de TVE en las elecciones europeas. En Benedicto, M.A. y Hernández, E. (coords.): Europa 3.0. Madrid: Plaza y Valdés, 2014.
- La cobertura informativa en campañas electorales. En Herrero, J.C. (ed.): Comunicación en campaña. Madrid: Pearson, 2014.
- Los debates electorales. En Barnés, J.S. et ali (coords.): Consultoría política. Madrid: Amarante, 2016.
- COVID. El líder del día después. En: Libro blanco. Reflexiones y propuestas para una nueva sociedad post COVID-19. CIFAL, UNITAR-ONU, 2020.